# Mohawks de la baie de Quinte
Les Mohawks de la baie de Quinte (en mohawk : Kenhtè:ke Kanyen'kehà:ka ; MBQ) sont une Première Nation (au sens de « bande indienne ») mohawk du comté de Hastings, en Ontario. Ils contrôlent le territoire mohawk de Tyendinaga, qui s'étend sur 7 362,5 hectares et qui constitue une réserve indienne aux abords de la baie de Quinte, à l'est de Belleville et immédiatement à l'ouest de Deseronto. Ils partagent également la réserve de Glebe Farm 40B et de Six Nations avec d'autres Premières Nations.
La communauté tire son nom d'une variante orthographique du nom mohawk traditionnel du chef mohawk Joseph Brant, Thayendanegea (orthographe standardisée Thayentiné:ken), qui signifie « deux morceaux de bois de chauffage l'un à côté de l'autre ». Officiellement en langue mohawk, la communauté s'appelle Kenhtè:ke, ce qui signifie « sur la baie » (du mohawk kénhte « baie », qui est aussi l'origine du mot « Quinte »). En cayuga, le nom de l'endroit est Tayęda:ne:gęˀ ou Detgayę:da:negęˀ, « terre aux deux bûches ». Le numéro de la bande est 164.

## Aperçu
Le territoire des Mohawks de la baie de Quinte (MBQ), représente l'un des plus grands territoires des Premières Nations de l'Ontario.
Le territoire mohawk de Tyendinaga est lié au lieu de naissance du Grand Pacificateur, Dekanahwideh, qui joue un rôle déterminant dans le regroupement des Mohawks, des Onneiouts, des Onondagas, des Cayugas et des Sénécas dans la Confédération Haudenosaunee, selon l'avocat et auteur Kayanesenh Paul Williams.
Le nom du territoire traditionnel du MBQ, d'ailleurs beaucoup plus vaste que le territoire actuel, est basé sur une variante du nom traditionnel mohawk de Joseph Brant — Thayendanegea — qui signifie « deux morceaux de bois de chauffage l'un à côté de l'autre ». En cayuga, le nom est Tayęda:ne:gęˀ ou Detgayę:da:negęˀ — « terre aux deux bûches ». La caractéristique géographique, la baie, est kénhte en mohawk et le nom mohawk officiel de la communauté est Kenhtè:ke — « sur la baie », qui est éventuellement anglicisé en « Quinte ».
La réserve mohawk couvre 7 362,5 hectares et est située dans le comté de Hastings sur les rives de la baie de Quinte dans le sud-est de l'Ontario, au Canada, à l'est de Belleville et immédiatement à l'ouest du canton de Deseronto.

## Histoire
Après la Révolution américaine, les Mohawks, alliés de la Couronne britannique, perdent leurs terres traditionnelles dans la vallée Mohawk de ce qui est devenu l'État de New York, lorsqu'ils sont contraints de les céder après la défaite des Britanniques. En compensation de leur allégeance, ces derniers leur offrent des terres inhabitées dans le Haut-Canada, actuel Ontario. Un groupe de Mohawks dirigé par John Deseronto choisit la baie de Quinte car on disait qu'elle était le lieu de naissance de Tekanawita, l'un des fondateurs de la Confédération iroquoise au XIIe siècle. La majorité des Mohawks suivent néanmoins Joseph Brant vers l'ouest jusqu'à la Première Nation des Six Nations, toujours en Ontario.
Le 22 mai 1784, le groupe de 20 familles mohawks, regroupant entre 100 et 125 personnes, arrive à Tyendinaga. Neuf ans plus tard, la parcelle de terrain de Tyendinaga est officiellement mise de côté en vertu du Traité de la Couronne 3½, signé le 1er avril 1793 par le lieutenant-gouverneur John Graves Simcoe et connu par la suite sous le nom d'« acte de Simcoe ». Cette parcelle de terrain, d'une superficie de 37 514, 36 hectares, est subséquemment légalement mise à la disposition des Mohawks par la Couronne britannique, puis par le gouvernement du Haut-Canada.
Plusieurs loyalistes s'installent aussi dans la région de la baie de Quinte et se voient accorder par le gouvernement plusieurs terres dans le secteur de Tyendinaga. Entre 1820 et 1843, les Mohawks perdent les deux tiers des terres visées par l'Acte de Simcoe. D'autres pertes supplémentaires laissent les Mohawks avec seulement 7 100 hectares de terres dans le secteur.
Malgré l'établissement des Mohawks aux abords de la baie de Quinte, l'établissement principal pour les Mohawks et Iroquois du Canada demeure la réserve des Six Nations, plus à l'ouest au Haut-Canada. De plus, plusieurs Mohawks et autres Iroquois joignent plutôt les communautés de Kahnawake, Kanesatake, Wahta et Akwesasne, qui avaient été établies pendant l'ère coloniale précédant la guerre.
En 1869, la Loi sur l'émancipation progressive est adoptée par le gouvernement fédéral canadien, établissant des conseils de bande élus dans les réserves. La première élection du conseil élu des Mohawks de la baie de Quinte a lieu en octobre 1870, où sept chefs sont élus pour siéger au conseil.

### Accès à l'eau potable
Les Mohawks de la baie de Quinte sont soumis à un avis d'eau potable depuis 2008, « en raison de contaminations fécales, bactériennes et causées par les algues ». Lors d'une sécheresse dans la région, de nombreux puits souterrains, dont ils dépendaient, se sont complètement asséchés.
Ce financement soutient la phase finale du « projet en plusieurs phases visant à améliorer l'accès à l'eau potable pour la communauté des MBQ. Le gouvernement fédéral et la Première Nation investissent au total 18,2 millions de dollars dans le projet, qui « finira par permettre la levée de  cinq longs avis sur l'eau potable dans la communauté.

## Revendications territoriales

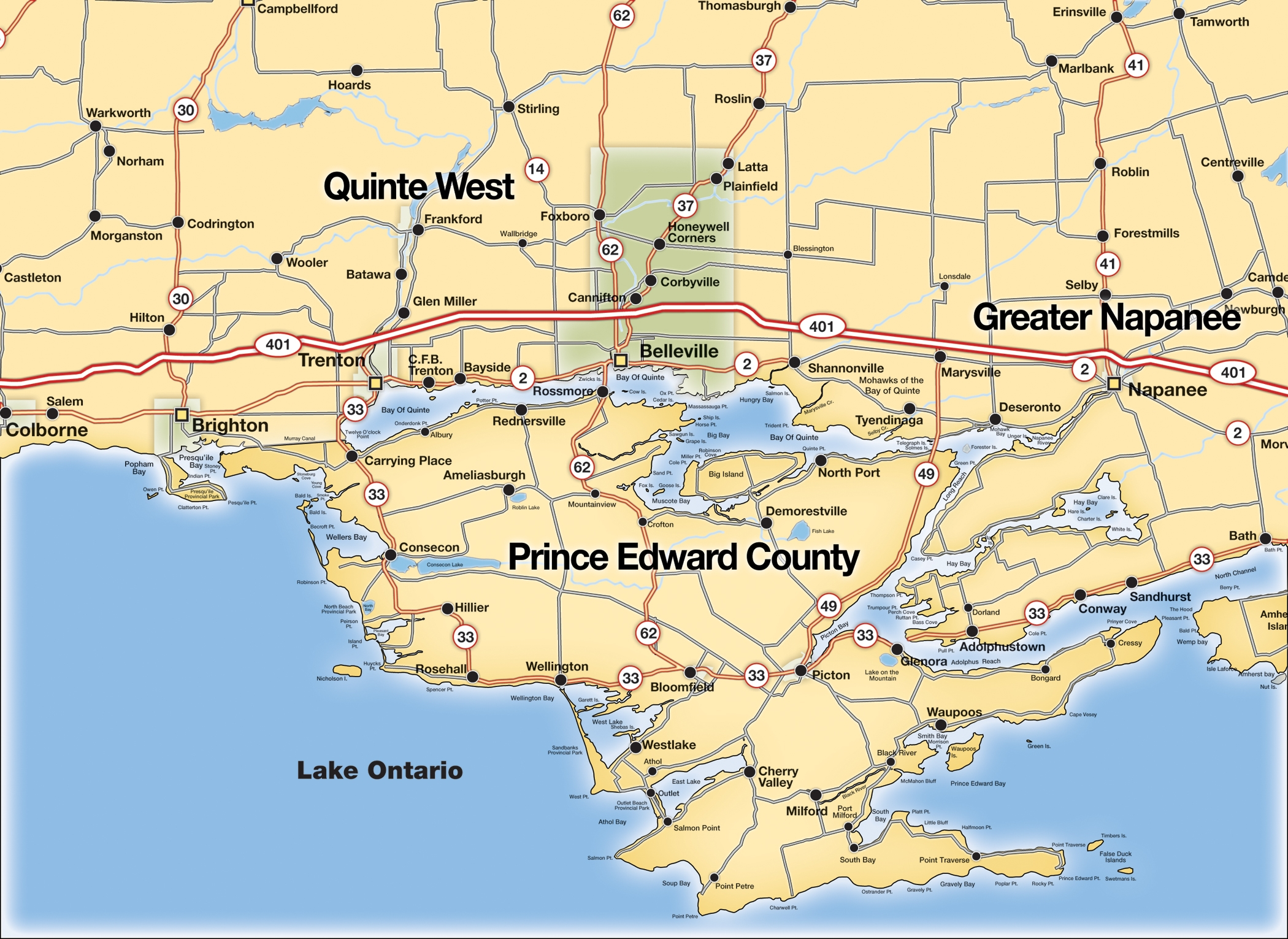
La revendication territoriale (à droite de la zone verte) couvre le sud de la région de Tyendinaga et la majeure partie de Deseronto.

En 1995, les MBQ déposent une revendication sur 923 acres de terres ceinturant Tyendinaga, qui vise la plupart des terres sur lesquelles le canton de Deseronto a été construit. En 2003, le gouvernement fédéral entame des négociations initiales sur les revendications territoriales de la parcelle Culbertson,.
Les MBQ arguent que l'acquisition de terres par les colons loyalistes entre 1820 et 1843 ne se serait pas faite selon les modalités prévues dans la Proclamation royale de 1763, entraînant la perte de la majorité des terres qui leur avaient été octroyées par l'Acte de Simcoe. Un vote communautaire devait précéder toute vente de terre à un non-Mohawk,, ce qui semble ne pas avoir été le cas à Tyendinaga,. Le canton a conservé dans ses archives les documents en lien avec les revendications territoriales de la parcelle Culbertson. Le chef Don Maracle renouvelle par ailleurs son appel à la poursuite des négociations en 2011, après une période de stagnation.
En juin 2013, le juge Rennie de la Cour fédérale statue dans l'affaire Mohawks de la baie de Quinte c. Canada (Affaires indiennes et du Nord canadien) que l'expropriation est l'une des nombreuses alternatives viables dont dispose le gouvernement en vertu de la loi,.

## Gouvernance
Le Conseil mohawk de Tyendinaga est l'organe politique des MBQ. Il est composé d'un chef et de quatre conseillers, choisis lors d'élections biannuelles, conformément à la Loi sur les Indiens,. Le 4 décembre 2017, le Conseil adopte une motion « visant à approuver l'adoption des règlements de la Loi sur les élections au sein de premières nations pour le territoire mohawk de Tyendinaga en 2019 », mais n'adopte pas officiellement de code électoral coutumier ni opte pour une adhésion à cette loi, toujours en date du mois de décembre 2018.

### Conseil actuel
Le conseil de bande actuel est composé du chef, R. Donald Maracle, et des conseillers Carl « Ted » Maracle, Josh Hill, Stacia Loft et Chris Maracle.

### Histoire
Dès le début, le gouvernement de la communauté mohawk de la baie de Quinte consistait en un conseil de chefs choisis selon la tradition démocratique des Iroquois. Lorsque les Mohawks sont arrivés pour la première fois dans la baie de Quinte, ils étaient dirigés par le capitaine John Deserontyon, qui était alors le premier dirigeant de la communauté. Entre le moment du débarquement en 1784 et la mort du capitaine John en 1811, le gouvernement est composé de soi-disant « chefs de communauté », de « chefs de guerre » et du capitaine John lui-même, qui était considéré comme le « chef ». Toutes les fonctions gouvernementales passaient par le capitaine John et les détails de la structure gouvernementale demeurent abscons, notamment le nombre de chefs composant le conseil.
Après la mort du capitaine John en 1811, les indices historiques laissent présumer que six ont dirigé la communauté au début des années 1800. Les documents existants des années 1820 et 1830 comprennent les signatures de groupes de quatre chefs, cinq chefs et six chefs. En 1835, avec la conversion de plus de 60 membres de la communauté au méthodisme et leur exode subséquent vers  la rivière Grand, le nombre de chefs du conseil mohawk de Quinte est réduit de deux membres, ce qui entraîne la formation d'un conseil de quatre personnes, nommées « les vieux chefs », Brant Brant, Powles Claus, Joseph Pinn et un autre non-identifié,.
En 1843, le mécontentement de la population à l'égard des chefs provoque un changement de structure de gouvernance. Celle-ci fera dès lors place à quatre chefs et quatre conseillers, qui sont peu de temps après remplacés par deux chefs et deux conseillers, choisis par « leurs égaux » (c'est-à-dire d'autres « guerriers »), ainsi qu'un secrétaire et un trésorier. Trish Rae de Tsi Tyónnheht Onkwawén:na qualifie ce conseil de six personnes de « conseil de gestion » et note que les quatre anciens chefs sont restés des membres importants de la communauté, responsables de la signature des documents, mais que seulement deux d'entre eux siégeaient à ce conseil de gestion.
Selon les recherches effectuées par Trish Rae, à partir des années 1840 et de plus en plus à partir des années 1860, le surintendant des Affaires indiennes joue un rôle plus actif dans la nomination des candidats au conseil de gestion. En 1858, le surintendant Thomas Gummersall Anderson nomme deux conseillers et la communauté en choisit trois autres pour faire partie du conseil, ce qui aboutit à un conseil de cinq personnes. Le seul des « anciens chefs » de ce conseil est Powles Claus. Cette façon de faire est reproduite par les surintendants subséquents sous prétexte que les élections internes à grande échelle causaient « beaucoup de problèmes et de malaise en raison de l'intempérance et l'excitation ». La composition du conseil est graduellement diminuée à trois membres faisant suite aux départs. En 1866, le dernier « vieux chef » Powles Claus meurt.
En décembre 1868, trois hommes dans la communauté pouvaient encore revendiquer le titre de chef élu selon la coutume : les chefs Thomas Green, Joseph Penn et Seth Powless. Craignant que la forme traditionnelle de gouvernance qu'ils représentaient ne soit bouleversée par une législation à venir (la Loi sur l'émancipation progressive qui serait la première imposition d'une structure gouvernementale par le gouvernement canadien aux peuples autochtones), les trois hommes écrivent à un responsable des Affaires indiennes pour l'implorer de voir la valeur de leurs modes de gouvernance traditionnels. En mai 1869, ces chefs écrivent une autre lettre aux côtés d'autres membres de la communauté demandant d'être exemptés de la législation à venir. La Loi sur l'émancipation progressive, adoptée le 22 juin 1869, institue des élections officielles au conseil de bande sous la juridiction du ministère canadien des Affaires indiennes. En vertu de la loi de 1869, les conseils sont élus par des hommes âgés de 21 ans et plus et composés d'un chef et deux « chefs secondaires » par tranche de 200 habitants. La durée du mandat en vertu de la loi est de 3 ans, bien que la législation permette également aux « chefs à vie » qui étaient au pouvoir au moment de la promulgation de la législation de conserver leurs fonctions jusqu'à leur décès, leur démission ou leur destitution par le gouverneur général.
En octobre 1870, ont lieu les premières élections en vertu de la nouvelle législation fédérale. Sept hommes ont été élus à la suite de la Loi sur l'émancipation progressive.
À peu près à la même époque, un groupe d'environ 200 personnes qui ne voulaient pas participer au système législatif se sont réunis pour former un conseil traditionnel, selon les anciennes méthodes. Ce groupe bénéficie de l'aide de dix-huit chefs de Grand River et rapporte la création de ce conseil traditionnel au secrétaire d'État.
Le 15 octobre 1889, une nouvelle sélection des chefs selon la méthode traditionnelle est effectuée.
Cette sélection se fait avec l'assistance des Six Nations et en consultation avec des femmes de la communauté. Même si de nombreux membres de la communauté sont favorables au retour à un conseil traditionnellement élu, le gouvernement du Canada ne le permet pas.
En 1915, des partisans de Thunder Water, un homme intéressé par l'éducation des peuples autochtones, l'amélioration des droits des femmes et une forme traditionnelle de gouvernance, se présentent au conseil et sont élus, ce qui déplaît grandement à l'agent des Indiens, qui l'incite à écrire des lettres pour se plaindre d'eux.
En décembre 1918, le conseil élu composé de partisans de Thunder Water adopte une motion abolissant les élections, annonçant le retour à un système de chefs à vie. Cette proposition est rejetée par le gouvernement du Canada et les élections devaient avoir lieu plus tôt cette année-là. Seuls les candidats favorables aux élections selon la loi sont nommés aux élections, mais comme cela conduit à la nomination de seulement cinq hommes, ceux-ci sont nommés par acclamation. En janvier 1919, le gouvernement canadien explique dans un mémorandum pourquoi il n'autoriserait pas un retour au système héréditaire, affirmant que premièrement, même si les Six Nations et la Nation oneida de Thames fonctionnaient toujours selon le système traditionnel, elles seraient amenées éventuellement sous le régime de la Loi sur les Indiens (et ce sera le cas en 1924) ; deuxièmement, le gouvernement estime lourd et désuet le système traditionnel qui « implique la sélection des chefs par de vieilles femmes adorées ».
En janvier 1919, malgré la nomination d'un nouveau conseil élu, le « conseil de Thunder Water » continue de se réunir et d'adopter des résolutions. Ils verrouillent l'accès à la maison du conseil à ce qu'ils appellent le « conseil élu nommé » et avertissent l'agent des Indiens G. M. Campbell qu'« il n'est ni gouverneur ni dirigeant de cette bande d'Indiens de la réserve Tyendinaga, mais seulement un serviteur de ladite bande ». Finalement, en février 1919, les serrures furent brisées. Le 4 de ce mois, une réunion du conseil général avec la communauté a lieu et les partisans du conseil de Thunder Water adoptent une motion autorisant le chef Joseph J. Brant à intenter une action en justice contre le conseil nommé par l'agent.
En avril 1919, il s'y orchestre une nouvelle installation de chefs traditionnels. Le ministre de l'Intérieur est informé de cette installation et avise qu'il n'y aurait plus d'élections dans la baie de Quinte. Malgré l'insatisfaction d'une part importante de la communauté, les élections en vertu du système de la Loi sur les Indiens se poursuivent, sans pour autant que les chefs élus traditionnellement continuent d'alléguer leur autorité.
Les conseils élus ont continué de fonctionner conformément à la Loi sur les Indiens tout au long des XXe et XXIe siècles.

## Démographie
| Date           | Population enregistrée | Vivant sur la réserve | Vivant hors réserve | Vivant sur une autre réserve | Vivant hors réserve sur une terre de la Couronne |
| -------------- | ---------------------- | --------------------- | ------------------- | ---------------------------- | ------------------------------------------------ |
| Juillet 2010   | 7 986                  | 2 133                 | --                  | --                           | --                                               |
| Juin 2011      | 8 075                  | 2 017                 | 5 940               | 17                           | 1                                                |
| Juillet 2011   | 8 097                  | 2 121                 | 5 958               | 17                           | 1                                                |
| Septembre 2011 | 8 141                  | 2 124                 | --                  | --                           | --                                               |
| Novembre 2011  | 8 253                  | 2 125                 | 6 111               | 17                           | --                                               |
| Mars 2012      | 8 500                  | 2 124                 | 6 359               | 17                           | --                                               |
| Avril 2012     | 8 559                  | 2 130                 | 6 410               | 17                           | 2                                                |
| Novembre 2012  | 8 895                  | 2 145                 | 6 733               | 17                           | --                                               |
| Mars 2013      | 9 013                  | 2 152                 | 6 844               | 17                           | --                                               |
| Juillet 2013   | 9 109                  | 2 162                 | 6 930               | 17                           | --                                               |
| Octobre 2013   | 9 417                  | 2 168                 | 6 962               | 17                           | --                                               |
| Août 2014      | 9 280                  | 2 167                 | 7 096               | 17                           | --                                               |
| Avril 2015     | 9 391                  | 2 164                 | 7 207               | 17                           | 3                                                |
| June 2015      | 9 418                  | 2 161                 | 7 237               | 17                           | 3                                                |
| Août 2015      | 9 452                  | 2 163                 | 7 271               | 18                           | --                                               |
| Octobre 2015   | 9 481                  | 2 159                 | 7 304               | 18                           | --                                               |
| Février 2016   | 9 541                  | 2 160                 | 7 360               | 18                           | 3                                                |
| Mars 2016      | 9 551                  | 2 162                 | 7 371               | 18                           | --                                               |
| Février 2017   | 9 714                  | 2 178                 | 7 517               | 18                           | --                                               |
| Novembre 2018  | 9 869                  | 2 169                 | 7 679               | 18                           | 3                                                |